# Набір Йони
Набір Йони (англ. The Jonah Kit) — науково-фантастичний роман англійського письменника Аєна Вотсона, виданий 1975 року.

## Нагороди
- Премія Британської асоціації наукової фантастики за найкращий роман (1977)[1].